# Landaur
Landaur es una ciudad y acantonamiento situada en el distrito de Dehradun,  en el estado de Uttarakhand (India). Su población es de 3539 habitantes (2011). Se encuentra a 35 km de Dehradun, la capital del estado.

## Demografía
Según el censo de 2011 la población de Landaur era de 3539 habitantes, de los cuales 1930 eran hombres y 1609 eran mujeres. Landaur tiene una tasa media de alfabetización del 91,82%, superior a la media estatal del 78,82%: la alfabetización masculina es del 95,87%, y la alfabetización femenina del 87%.